# 乔治·金 (植物学家)
乔治·金（1840年4月12日—1909年2月12日）是一位英国植物学家，1887年当选英国皇家学会会士，1901年和获倫敦林奈學會颁发的林奈奖章。